# Ракша (потік)
Ракша (словац. Rakša) — річка; права притока Долинки, протікає в окрузі Турчянські Теплиці.
Довжина приблизно 6,1—6,3 км. Витік знаходиться в масиві Велика Фатра (геоморфологічна підодиниця Брална Фатра; схил гори Глбока) — на висоті приблизно 735 метрів.
Протікає територією села Ракша і міста Турчянські Теплиці. Впадає в Долинку на висоті приблизно 495-490 метрів.